# WTA Finals 2021 - Đôi
Barbora Krejčíková và Kateřina Siniaková là nhà vô địch, đánh bại Hsieh Su-wei và Elise Mertens trong trận chung kết, 6–3, 6–4.
Tímea Babos và Kristina Mladenovic là đương kim vô địch, nhưng không vượt qua vòng loại giải đấu.
Krejčiková và Siniaková kết thúc năm với vị trí số 1 đội đôi sau trận thắng ở vòng bảng trước Sharon Fichman và Giuliana Olmos, và Siniaková giành được vị trí số 1 cuối năm sau khi vô địch giải đấu. Hsieh cũng cạnh tranh vị trí số 1 khi giải đấu bắt đầu, nhưng thua trong trận chung kết.

## Hạt giống
1. Barbora Krejčíková /  Kateřina Siniaková (Vô địch)
2. Shuko Aoyama /  Ena Shibahara (Bán kết)
3. Hsieh Su-wei /  Elise Mertens (Chung kết)
4. Nicole Melichar-Martinez /  Demi Schuurs (Bán kết)
5. Samantha Stosur /  Zhang Shuai (Vòng bảng)
6. Alexa Guarachi /  Desirae Krawczyk (Vòng bảng)
7. Darija Jurak /  Andreja Klepač (Vòng bảng)
8. Sharon Fichman /  Giuliana Olmos (Vòng bảng)

## Thay thế
1. Nadiia Kichenok /  Raluca Olaru (Không thi đấu)
2. Marie Bouzková /  Lucie Hradecká (Không thi đấu)

## Kết quả

### Từ viết tắt
| - Q = Vòng loại - WC = Đặc cách - LL = Thua cuộc may mắn - Alt = Thay thế - SE = Miễn đặc biệt | - PR = Bảo toàn thứ hạng - w/o = Thắng nhờ đối thủ rút lui trước trận đấu - r = Bỏ cuộc giữa trận đấu - d = Bị xử thua - SR = Xếp hạng đặc biệt |

### Chung kết
|  | Bán kết | Bán kết                               | Bán kết | Bán kết                    | Bán kết |   |   | Chung kết                             | Chung kết | Chung kết | Chung kết | Chung kết |  |
|  |         |                                       |         |                            |         |   |   |                                       |           |           |           |           |  |
|  | 1       | Barbora Krejčíková Kateřina Siniaková | 3       | 6                          | [10]    |   |   |                                       |           |           |           |           |  |
|  | 1       | Barbora Krejčíková Kateřina Siniaková | 3       | 6                          | [10]    |   |   |                                       |           |           |           |           |  |
|  | 4       | Nicole Melichar-Martinez Demi Schuurs | 6       | 3                          | [6]     |   |   |                                       |           |           |           |           |  |
|  | 4       | Nicole Melichar-Martinez Demi Schuurs | 6       | 3                          | [6]     |   | 1 | Barbora Krejčíková Kateřina Siniaková | 6         | 6         |           |           |  |
|  |         |                                       |         |                            |         |   | 1 | Barbora Krejčíková Kateřina Siniaková | 6         | 6         |           |           |  |
|  |         |                                       | 3       | Hsieh Su-wei Elise Mertens | 3       | 4 |   |                                       |           |           |           |           |  |
|  | 2       | Shuko Aoyama Ena Shibahara            | 3       | Hsieh Su-wei Elise Mertens | 3       | 4 | 2 | 2                                     |           |           |           |           |  |
|  | 2       | Shuko Aoyama Ena Shibahara            |         |                            |         |   |   |                                       |           |           |           |           |  |
|  | 3       | Hsieh Su-wei Elise Mertens            | 6       | 6                          |         |   |   |                                       |           |           |           |           |  |

### Bảng El Tajín
|   |                                       | Krejčíková Siniaková  | Hsieh Mertens   | Guarachi Krawczyk     | Fichman Olmos    | RR T–B | Set T–B   | Game T–B    | Xếp hạng |
| 1 | Barbora Krejčíková Kateřina Siniaková |                       | 6–3, 6–1        | 5–7, 7–6(7–3), [10–7] | 6–4, 6–1         | 3–0    | 6–1 (86%) | 37–22 (63%) | 1        |
| 3 | Hsieh Su-wei Elise Mertens            | 3–6, 1–6              |                 | 7–6(7–3), 6–2         | 6–4, 7–6(7–3)    | 2–1    | 4–2 (67%) | 30–30 (50%) | 2        |
| 6 | Alexa Guarachi Desirae Krawczyk       | 7–5, 6–7(3–7), [7–10] | 6–7(3–7), 2–6   |                       | 0–6, 6–3, [11–9] | 1–2    | 3–5 (38%) | 28–35 (44%) | 3        |
| 8 | Sharon Fichman Giuliana Olmos         | 4–6, 1–6              | 4–6, , 6–7(3–7) | 6–0, 3–6, [9–11]      |                  | 0–3    | 1–6 (14%) | 24–32 (43%) | 4        |

### Bảng Tenochtitlán
|   |                                       | Aoyama Shibahara | Melichar-Martinez Schuurs | Stosur Zhang                 | Jurak Klepač                 | RR T–B | Set T–B   | Game T–B    | Xếp hạng |
| 2 | Shuko Aoyama Ena Shibahara            |                  | 6–4, 7–6(7–5)             | 6–4, 3–6, [7–10]             | 6–0, 6–4                     | 2–1    | 5–2 (71%) | 34–25 (58%) | 1        |
| 4 | Nicole Melichar-Martinez Demi Schuurs | 4–6, 6–7(5–7)    |                           | 6–2, 6–2                     | 6–4, 3–6, [10–2]             | 2–1    | 4–3 (57%) | 32–27 (54%) | 2        |
| 5 | Samantha Stosur Zhang Shuai           | 4–6, 6–3, [10–7] | 2–6, 2–6                  |                              | 7–6(12–10), 6–7(4–7), [5–10] | 1–2    | 3–5 (38%) | 28–35 (44%) | 4        |
| 7 | Darija Jurak Andreja Klepač           | 0–6, 4–6         | 4–6, 6–3, [2–10]          | 6–7(10–12), 7–6(7–4), [10–5] |                              | 1–2    | 3–5 (38%) | 28–35 (44%) | 3        |

Tiêu chí xếp hạng: 1) Số trận thắng; 2) Số trận; 3) Trong 2 tay vợt đồng hạng, kết quả đối đầu; 4) Trong 3 tay vợt đồng hạng, (a) tỉ lệ % set thắng (kết quả đối đầu nếu 2 tay vợt vẫn đồng hạng), sau đó (b) tỉ lệ % game thắng (kết quả đối đầu nếu 2 tay vợt vẫn đồng hạng), sau đó (c) Xếp hạng WTA